# Return of the Super Ape
A Return of the Super Ape egy reggae-album Lee „Scratch” Perrytől 1978-ból.
1998-ban a  Jet Star kiadó újra kiadta az albumot öt új számmal The Original Super Ape címmel.

## Számok

### A oldal
1. "Dyon Anaswa"
2. "Return of the Super Ape"
3. "Tell Me Something Good"
4. "Bird In Hand"
5. "Crab Yars"

### B oldal
1. "Jah Jah Ah Natty Dread"
2. "Psycha & Trim"
3. "The Lion"
4. "Huzza A Hana"
5. "High Ranking Sammy"

## Külső hivatkozások
- https://web.archive.org/web/20070916170634/http://www.roots-archives.com/release/3557